# Miro (logiciel)
Pour les articles homonymes, voir Miro et Direct-to-video.
Miro (anciennement appelé Democracy Player ou DTV) est une application de télévision par Internet développée par l'association Participatory Culture Foundation (en). Le logiciel peut automatiquement télécharger des vidéos à partir de « chaînes » basées sur le format RSS, ainsi que trier et jouer ces chaînes. Il est basé sur XULRunner et est libre et open source.
Miro est disponible sous GNU/Linux, Mac OS X et Windows. Il intègre un agrégateur RSS, un client BitTorrent et VLC media player (ou Xine sous GNU/Linux). Miro fait partie de la plateforme Democracy TV Plateform qui inclut également les logiciels Broadcast Machine et Video Bomb.
Un convertisseur de vidéos, appelé Miro Video Converter, est aussi proposé. Il est basé sur FFmpeg et permet de convertir des fichiers vers les formats Theora, .mp4 et WebM. L'installateur Windows normal installe par défaut différents crapware (logiciels préinstallés), dont des modules pour navigateurs. Il s'agirait d'un des principaux moyens de financement du développement de Miro.